# 大木正充
大木 正充（おおき まさみつ）は、日本の外交官。

## 経歴・人物
茨城県出身。1970年（昭和45年）東京大学教養学部を卒業する。卒業論文は『インドの経済開発』。同年外務省に入省した。外務省中近東アフリカ局中近東第二課長、サウジアラビア公使、トルコ公使、文部省大臣官房審議官（学術国際局担当）を経て、2001年1月外務省大臣官房付、同年2月イエメン駐箚特命全権大使、2003年5月特命全権公使（イラク担当）、2004年（平成16年）7月、クウェート駐箚特命全権大使。2007年（平成19年）10月2日から、アゼルバイジャン大使兼グルジア大使。2021年瑞宝中綬章受章。

## 同期
- 西田恒夫（10年国連大使・07年駐カナダ大使・05年外務審議官（政務担当））
- 安藤裕康（11年国際交流基金理事長・08年駐伊大使）
- 原聰（08年関西担当大使・05年駐ポルトガル大使・01年駐ブルネイ大使）
- 上野景文（杏林大学客員教授・06年駐バチカン大使・01年駐グアテマラ大使）
- 小溝泰義（13年広島平和文化センター理事長・10年駐クウェート大使）
- 夏井重雄（08年駐カザフスタン大使）
- 河東哲夫（02年駐ウズベキスタン大使）
- 駒野欽一（10年駐イラン大使・06年駐エチオピア兼ジブチ大使・02年駐アフガニスタン大使）
- 石榑利光（11年駐スロベニア大使）
- 城守茂美（13年駐スロベニア大使）
- 柴崎二郎（10年駐ニカラグア大使）